# سيلينا شيري مولر
سيلينا شيري مولر (بالألمانية: Selina Shirin Müller)‏ (و. 1993  م) هي ممثلة، ومغنية ألمانية.

## وصلات خارجية
- سيلينا شيري مولر على موقع IMDb (الإنجليزية)
- سيلينا شيري مولر على موقع ألو سيني (الفرنسية)
- سيلينا شيري مولر على موقع ميوزك برينز (الإنجليزية)
- سيلينا شيري مولر على موقع قاعدة بيانات الفيلم (الإنجليزية)
- سيلينا شيري مولر على موقع كينوبويسك (الروسية)

- سيلينا شيري مولر في قاعدة بيانات الأفلام على الإنترنت